# Inuinnaqtun
Het Inuinnaqtun (letterlijk: "zoals de echte mensen") is een inheemse Inuittaal van Canada en wordt beschouwd als een dialect van het Inuvialuktun. Het is zeer dicht verbonden met het Inuktitut en sommige linguïsten, waaronder Richard Condon, vinden dat het beter geklasseerd zou worden als een dialect van het Inuktitut. De provinciale overheden van de Northwest Territories en van Nunavut erkennen het Inuinnaqtun als een officiële taal, apart van het Inuktitut. De "Nunavut Official Languages Act", getekend door de Senaat van Canada op 11 juni 2009 erkende het Inuinnaqtun als een van de officiële talen van Nunavut.
Het Inuinnaqtun wordt voornamelijk gesproken in de dorpen Cambridge Bay en Kugluktuk in het westen van de Kitikmeotregio van Nunavut. Buiten Nunavut wordt het ook gesproken in het gehucht Ulukhaktok, al wordt het daar als een dialect van het Kangiryuarmiutun beschouwd. De taal maakt gebruik van het Latijns schrift.

Een kaart waarop de verschillende Inuittalen zijn aangeduid. Het Inuinnaqtun bevindt zich in het olijfgroene deel

## Vertaling van enkele nuttige Inuinnaqtun zinnen en woorden
| Nederlands                       | Inuinnaqtun          | uitspraak              |
| -------------------------------- | -------------------- | ---------------------- |
| Vaarwel                          | Ublaakun             | /ublaːkun/             |
| Goedemorgen                      | Ublaami              | /ublaːmi/              |
| Hoe gaat het?                    | Qanuritpin           | /qanuɢitpin/           |
| Ik voel me oké                   | Naammaktunga         | /naːmːatuŋa/           |
| Ik voel me goed                  | Nakuyunga            | /nakujuŋa/             |
| En hoe gaat het met jou?         | Ilvittauq            | /ilvitːauq/            |
| Wat ben je aan het doen?         | Huliyutin?           | /hulijutin/            |
| Wat ga je doen?                  | Huliniaqpin?         | /huliniaqpin/          |
| Ik ga niets doen                 | Huliniahuanngittunga | /huliniahuanŋitːuŋa/   |
| Ik hou van jou                   | Piqpagiyagin         | /piqpaɡijaɡin/         |
| Ik weet het niet                 | Nauna                | /nauna/                |
| Ja                               | Ii                   | /iː/                   |
| Nee                              | Imannaq              | /imanːaq/              |
| Wie ben jij?                     | Kinauvin?            | /kinauvin/             |
| Waar kom je vandaan?             | Namirmiutauyutin?    | /namiɢmiutaujutin/     |
| Waar ben ik?                     | Namiitunga?          | /namiːtuŋa/            |
| Wie is die persoon?              | Kina taamna?         | /kina taːmna/          |
| Waar is de winkel?               | Nauk niuvirvik?      | /nauk niuviɢvik/       |
| Hoe duur is dit?                 | Una qaffitaalauyuk?  | /una qafːitaːlaujuk/   |
| Heb jij een telefoon?            | Talafuutiqaqtutin?   | /talafuːtiqaqtutin/    |
| Heb jij een fototoestel?         | Piksaliutiqaqtutin?  | /piksaliutiqaqtutin/   |
| Kan je dit snijden?              | Una pilakaalaaqtan?  | /una pilakaːlaːqtan/   |
| Wil je een wandeling gaan maken? | Pihuuyarumayutin?    | /pihuːjaɢumajutin/     |
| Dit is mooi                      | Una pinniqtuq        | /una pinːiqtuq/        |
| Ik ga naar mijn werk             | Havagiarniaqpunga    | /havaɡiaɢniaqpuŋa/     |
| Ik ga naar huis nu               | Angilrauniaqpunga    | /aŋilɢauniaqpuŋa/      |
| Ik heb honger                    | Kaagliqpunga         | /kaːɡliqpuŋa/          |
| Ik heb hulp nodig (help me)      | Ikayullannga         | /ikajulːanŋa/          |
| Ik vind die mooi                 | Aliagiyatka taapkua  | /aliagijakta /taːpkua/ |
| Ik zal je morgen zien            | Aqaguttauq           | /aqaɡutːauq/           |
| Mijn naam is ...                 | Atira ...            | /atiɢa/                |
| Ik heb een dochter               | Paniqaqpunga         | /paniqaqpuŋa/          |
| Ik heb een zoon                  | Irniqaqpunga         | /iɢniqaqpuŋa/          |
| Dankje                           | Quana                | /quana/                |
| Dankuwel                         | Quanaqqutin          | /quanaqːutin/          |
| Hartelijk bedankt                | Quanaqpiaqqutin      | /quanaqpiaqːutin/      |
| Geen dank                        | Naammaktak           | /naːmːaktak/           |
| Mag ik jou iets vragen?          | Apirillaglagin?      | /apiɢilːaɡlaɡin/       |
| Eén                              | Atauhiq              | /atauhiq/              |
| Twee                             | Malruuk              | /malɢuːk/              |
| Drie                             | Pingahut             | /piŋahut/              |
| Vier                             | Hitaman              | /hitaman/              |
| Vijf                             | Talliman             | /talliman/             |
| Mes                              | Havik                | /havik/                |
| Vork                             | Kauraut              | /kauɢaut/              |
| Lepel                            | Aluut                | /aluːt/                |
| Eetbord                          | Akkiutaq             | /akkiutaq/             |
| Drinkbeker                       | Qallut               | /qallut/               |
| Dat is alles!                    | Taima!               | /taima/                |

## Verdere lezing
- Harnum, Betty, Janet McGrath, and Margo Kadlun. Inuinnaqtun Lessons Phase 1 : Copper Dialect of the Inuit Language. Cambridge Bay, N.W.T.: Kitikmeot Inuit Association, 1982.
- Harper, Kenn. Current Status of Writing Systems for Inuktitut, Inuinnaqtun and Inuvialuktun. [Yellowknife, N.W.T.]: Northwest Territories, Culture and Communications, 1992.
- Inuinnaqtun English Dictionary. Cambridge Bay, Nunavut: Nunavut Arctic College, 1996.

## Externe bronnen
- Inuinnaqtun/English Dictionary (2010)
- Glossary, Kitikmeot Heritage
- Service Book of the Western Eskimos for Use in the Diocese of Mackenzie River Anglican liturgical text in Inuinnaqtun